# Francesco Clemente

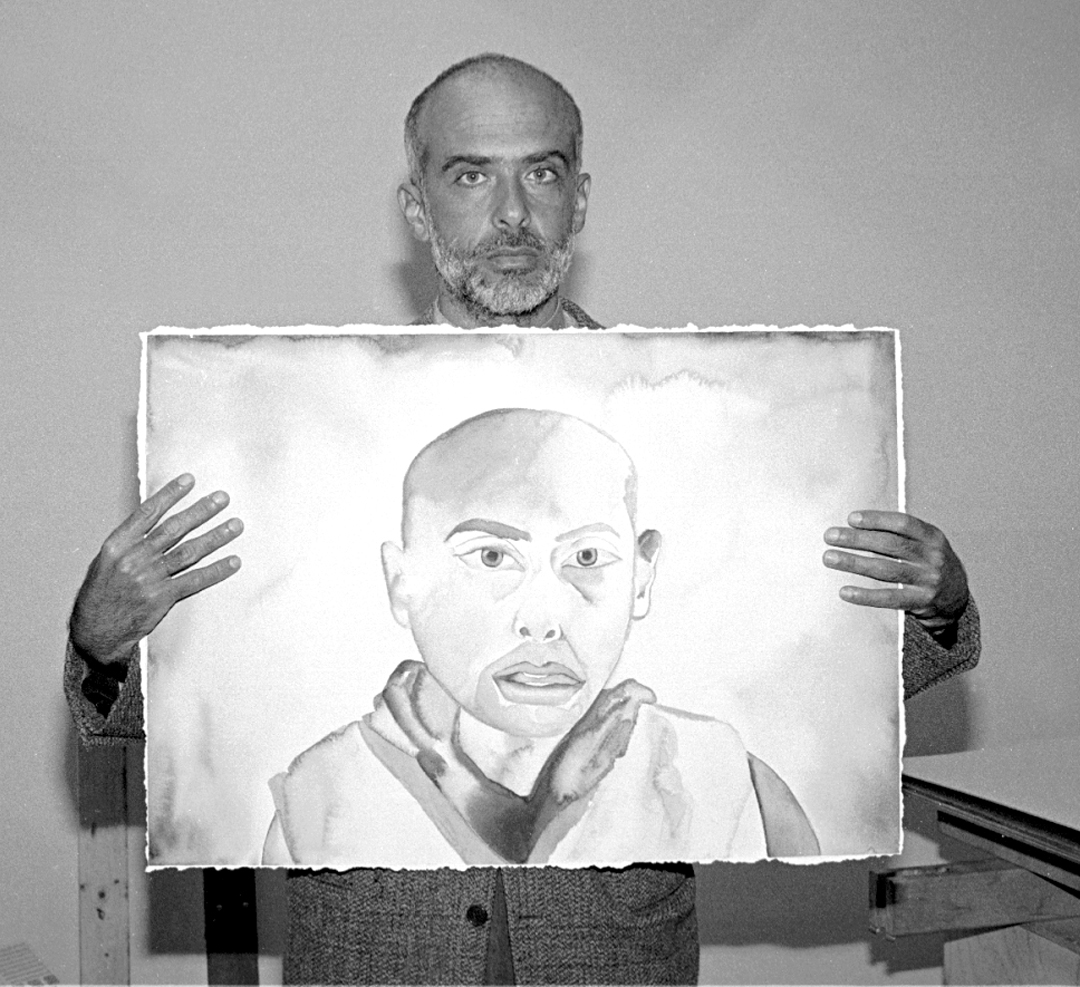
Francesco Clemente 1991 mit Selbstporträt

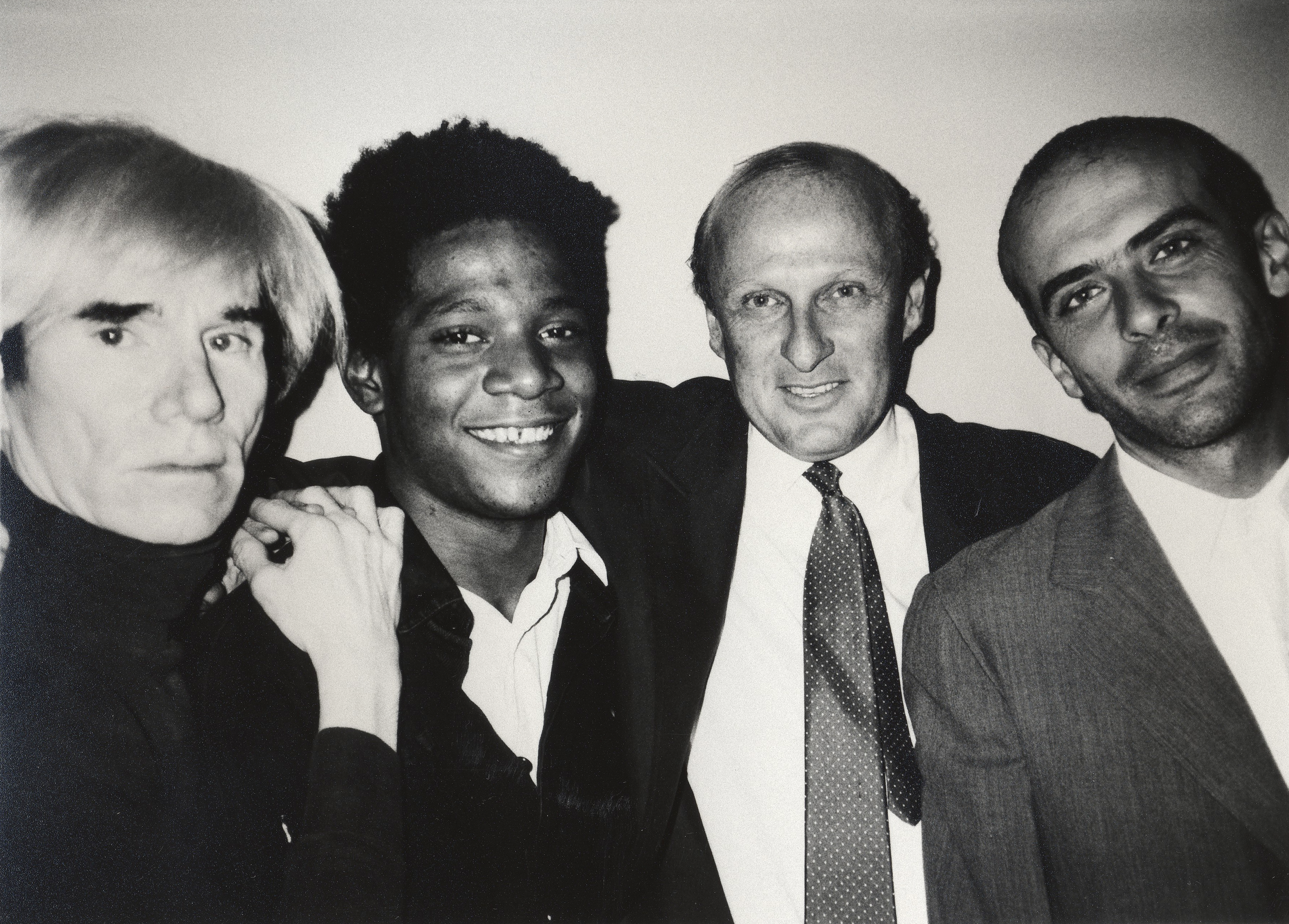
V. l. Andy Warhol, Jean-Michel Basquiat, Bruno Bischofberger und Francesco Clemente, New York, 1984

Francesco Clemente (* 23. März 1952 in Neapel) ist ein zeitgenössischer italienisch-US-amerikanischer Künstler. Er ist neben Sandro Chia, Enzo Cucchi und Mimmo Paladino einer der Hauptvertreter der postmodernen italienischen Transavantgarde (italienisch Transavantguardia).

## Leben
Clemente zog nach einer humanistischen Schulausbildung 1970 nach Rom und studierte Architektur an der dortigen Università degli Studi di Roma. Sein großes Interesse galt der Malerei des 17. Jahrhunderts. Die Malerei erlernte er als Autodidakt. 1973 reiste er zum ersten Mal nach Indien, ein Land, das er während seines Lebens noch öfter besuchen wird. 1974 begegnete er der Schauspielerin Alba Primiceri, die er später heiratete und begegnete im gleichen Jahr dem deutschen Kunstprofessor Joseph Beuys. In Madras, wohin er 1977 zog, errichtete er ein Atelier, kehrte aber 1979 wieder nach Rom zurück. Seit 1981 pendelt er zwischen Italien und New York, wo er auf Andy Warhol und Jean-Michel Basquiat traf und einige Zeit mit beiden Künstlern zusammenarbeitete.
Francesco Clemente ist seit 2002 Ehrenmitglied der American Academy of Arts and Letters. Er lebt und arbeitet in New York und Varanasi, Indien.

## Werk
Clemente wird als Vertreter der italienischen Transavantgarde angesehen. Dabei werden Clementes Arbeiten häufig in der politischen Utopie verwurzelt und drücken eine anti-materialistische Haltung aus. In den 1970er Jahren wechselte er von der Fotografie zur Zeichnung und antizipierte die Rückkehr zur Malerei in den 1980ern. Beeinflusst durch so unterschiedliche Denker wie Gregory Bateson, William Blake, Allen Ginsberg, und J Krishnamurti, kann die Kunst Francesco Clementes nicht mit einem einzigen Begriff beschrieben oder in eine eindeutige Richtung eingeordnet werden. Wörter wie nomadisch, grenzüberschreitend, intellektuell oder geografisch versuchen seine Arbeiten, die oft traumhafte, fast surreale Elemente enthalten, zu beschreiben und einzuordnen. Seine Bildsprache wechselt von heftigen expressionistischen Farbnuancen zu reduzierten Erd- und Olivtönen mit archaischer Mystik, in denen er sowohl Fabeln mit tragisch-operesken Motiven, wie auch ironische Selbstporträts und triviale Alltagsszenen darstellt. Teilweise erinnern die Werke an Paul Gauguin, dessen Einfluss unverkennbar ist. Clemente arbeitet häufiger auf großformatigen handgeschöpften Papieren als auf Leinwand. In den 1990er Jahren beschäftigten sich Clementes Arbeiten intensiv mit der erotischen Bildsprache, inspiriert durch die tantrischen Traditionen Indiens und Tibets, und nimmt die gegenwärtige Beschäftigung mit Identität und Sexualität zum Anlass, Fragen über die Natur des Selbst zu stellen. In den 2000er Jahren gingen Clementes Arbeiten durch eine dunklere und groteske Phase, um in den letzten Jahren wieder zu leuchtenden Farben und einem ruhigeren Malstil zurückzukehren. Seit den 1980er Jahren bis heute hat Clemente, durch das Aufzeichnen des geistigen und gesellschaftliche Lebens New Yorks durch eine große Anzahl von Porträts, zur Wiederbelebung eines Genres beigetragen, das bis dahin diskreditiert schien.
Clemente Kunst wurde international in Einzel- und Gruppenausstellungen ausgestellt. In den 1990er Jahren zeigten das Philadelphia Museum of Art, die Royal Academy of Arts in London, das Centre Pompidou, Paris und das Sezon Museum of Art, Tokio umfassende Retrospektiven von Clementes Arbeiten. In den Jahren 1999–2000 folgten weitere Ausstellungen im Solomon R. Guggenheim Museum, New York und im Guggenheim Museum in Bilbao. In den 2000er Jahren im Irish Museum of Modern Art in Dublin, im Museo Madre, Neapel und in der Schirn Kunsthalle, Frankfurt. Eine Ausstellung von Selbstporträts zusammen mit Clementes eigener Version der Tarot-Karten wurde 2011 in den Uffizien, Florenz, gezeigt.
Der Künstler wird derzeit von Bruno Bischofberger in der Schweiz, BlainSouthern in London und der Mary Boone Gallery in New York vertreten.
Für den Film Große Erwartungen (Great Expectations) von 1998 mit Ethan Hawke und Gwyneth Paltrow entwarf er die Bilder des von Hawke dargestellten Malers.
Am 3. Dezember 2017 wurde ein Asteroid nach Clemente benannt: (265924) Franceclemente.

## Ausstellungen (Auswahl)
- 2011: Francesco Clemente – Palimpsest (40 Werke aus der Zeit von 1978 bis 2011), Schirn Kunsthalle, Frankfurt am Main
- 2012: Ménage à trois – Warhol, Basquiat, Clemente, Kunsthalle Bonn
- 2013: Tents, Blain Southern, Berlin
- 2022: Francesco Clemente, Albertina Wien
- 2024: Francesco Clemente – Anima nomade, Palazzo delle Esposizioni, Rom
- 2025: Francesco Clemente – Sottencoppa, Kunsthafen von Acciaroli,  Acciaroli bei Salerno